# Badlands (landschap)

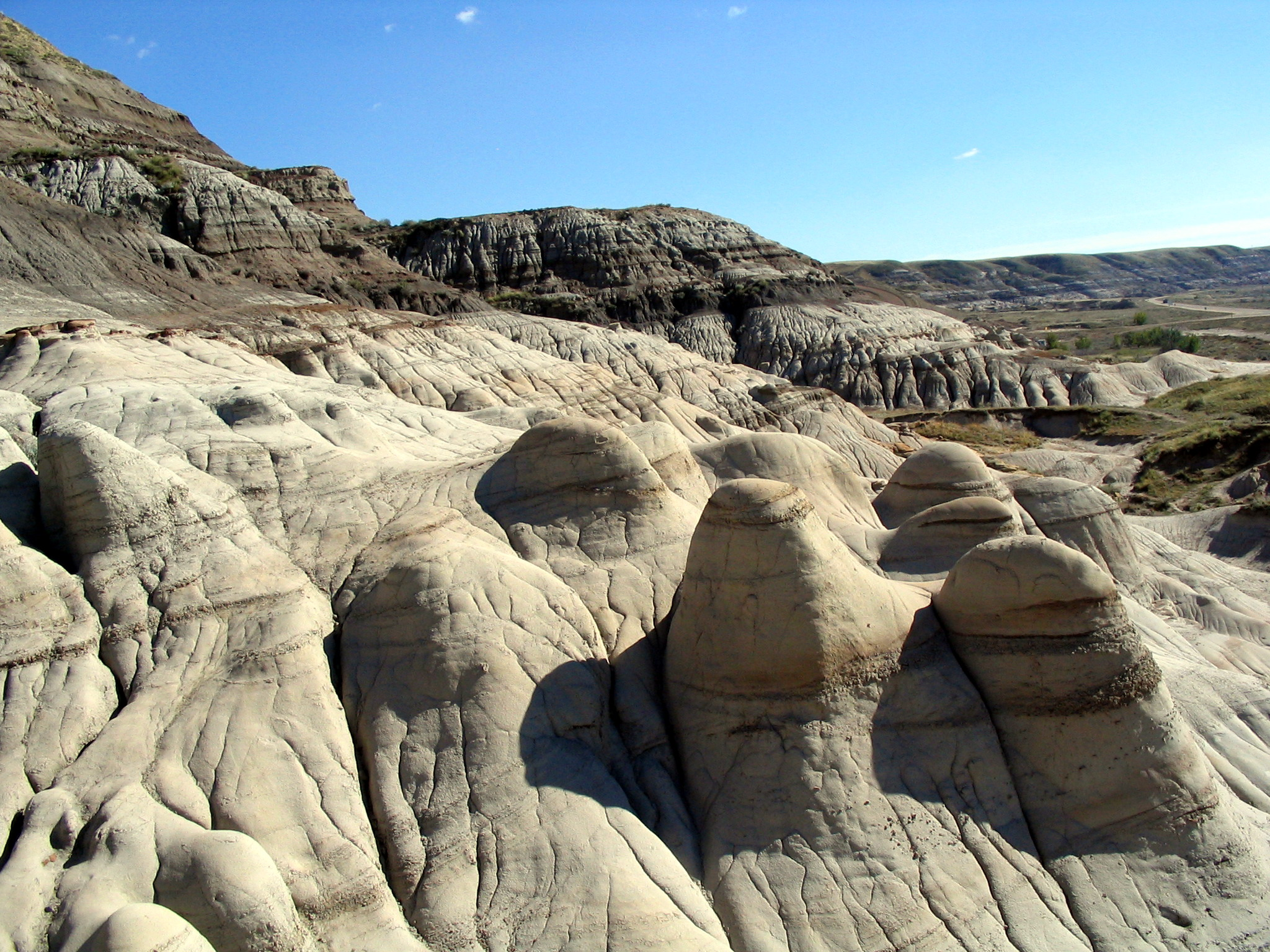
Badlands in Alberta, Canada

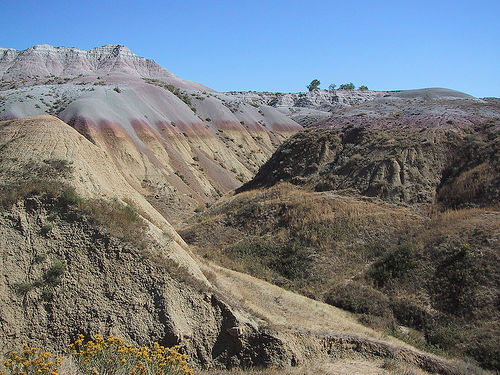
Landschap in het Badlands National Park in South Dakota

Badlands is een landschapsvorm, gekenmerkt door een sterk geërodeerde, uit klei bestaande ondergrond, voornamelijk in semi-woestijngebieden. Erosie door water en wind hebben tot gevolg dat in badlands geologische formaties als canyons, ravijnen en hoodoos veelvuldig voorkomen.
De term badlands komt van het Spaanse woord malpaís dat slecht land, onland (Engels: bad land) betekent. Het dankt deze benaming aan het feit dat het terrein vaak slecht begaanbaar is.
Badlands zijn in Noord-Amerika in diverse Amerikaanse staten te vinden alsmede in de Canadese provincies Alberta en Saskatchewan. In North Dakota en South Dakota worden delen van de badlands beschermd door respectievelijk het Theodore Roosevelt National Park en het Badlands National Park. Voorts zorgt de erosie die kenmerkend is voor badlands ervoor dat deze gebieden goede vindplaatsen zijn voor fossielen. Het Dinosaur Provincial Park in Alberta en het in Utah gelegen Dinosaur National Monument zijn hier voorbeelden van.